# 仁和镇 (马关县)
仁和镇，是中华人民共和国云南省文山壮族苗族自治州马关县下辖的一个乡镇级行政单位。

## 行政区划
仁和镇下辖以下地区：
仁和村、小格木村、岩脚村、阿峨村、大嘎吉村、腻坡村、沙坝村、白果村、老岭坝村、老格木村、格洒村、木腊村和三村。